# Girls, Girls, Girls (album)
Pour les articles homonymes, voir Girls Girls Girls.
Albums de Mötley Crüe
Theatre of Pain
(1985) Dr. Feelgood
(1989)
Singles
1. Girls, Girls, Girls
Sortie : 11 mai 1987
2. Wild Side
Sortie : août 1987
3. You're All I Need
Sortie : 28 novembre 1987

Girls, Girls, Girls est le quatrième album du groupe de glam metal américain, Mötley Crüe. Il est sorti le 15 mai 1987 sous le label Elektra Records et a été produit par Tom Werman.

## L'album
Le groupe prend ici une tournure plus hard rock avec des influences blues mais tout en restant dans le glam. Girls, Girls, Girls et Wild Side sont deux titres phares du groupe et sont encore joués régulièrement en concert. Girls, Girls, Girls fait référence à un certain nombre de strip-clubs, dont le fameux Crazy Horse de Paris et plusieurs établissements du Sunset Strip de Los Angeles.
You're All I Need est une ballade dans le style FM qui fut très controversée pour ses paroles qui parlent d'un meurtre passionnel. Elle évoque une ex-petite amie de Nikki Sixx qui aurait trompé celui-ci avec l'acteur Jack Wagner. Ce dernier avait lui-même été l'auteur d'une chanson baptisée "All I Need". Sixx en détourna le propos pour en composer sa propre version, qu'il offrit à sa petite amie. Il n'avait nullement l'intention de l'enregistrer mais les autres membres du groupe lui firent changer d'avis et You're All I Need fut ainsi inclus sur l'album. Jon Bon Jovi vanta les mérites de la chanson, qu'il qualifia de "meilleure ballade jamais composée par Mötley Crüe". Cette remarque fit rire Nikki Sixx en raison du sens macabre de la chanson.
L'album fut un très grand succès, se classant deuxième au Billboard 200, derrière Whitney de Whitney Houston. Il contient également une reprise en live de la chanson Jailhouse Rock de Elvis Presley. En 2003, l'album sera ré-édité par Mötley Crüe et quelque titres bonus y seront ajoutés à la version originale.

## Liste des titres
| 1.  | Wild Side             | Nikki Sixx, Tommy Lee, Vince Neil | 4:40 |
| 2.  | Girls, Girls, Girls   | Sixx, Lee, Mick Mars              | 4:30 |
| 3.  | Dancing On Glass      | Sixx, Mars                        | 4:17 |
| 4.  | Bad Boys Boogie       | Sixx, Lee, Mars                   | 3:27 |
| 5.  | Nona                  | Sixx                              | 1:27 |
| 6.  | Five Years Dead       | Sixx, Mars                        | 3:50 |
| 7.  | All In The Name Of... | Sixx, Neil                        | 3:39 |
| 8.  | Sumthin ' For Nuthin  | Sixx                              | 4:41 |
| 9.  | You're All I Need     | Sixx, Lee                         | 4:33 |
| 10. | Jailhouse Rock (live) | Jerry Leiber & Mike Stoller       | 4:39 |

| 11. | Girls, Girls, Girls (Remix)            | Sixx, Lee, Mars | 5:36 |
| 12. | Wilde Side (Remix instru)              | Sixx, Lee, Neil | 4:06 |
| 13. | Rodeo (bonus)                          | Sixx, Mars      | 4:14 |
| 14. | Nona (instrumental)                    | Sixx            | 2:42 |
| 15. | All In The Name Of... (live)           | Sixx, Neil      | 5:02 |
| 16. | Girls, Girls, Girls (Multimedia Track) | Sixx, Lee, Mars | 4:30 |

## Musiciens
Mötley Crüe
- Vince Neil - chant
- Mick Mars - guitare, chœurs
- Nikki Sixx - guitare basse, chœurs
- Tommy Lee - batterie, piano, chœurs

Musiciens additionnels
- Tommy Funderbuck, Bob Carlisle, Phylis St. JamesDave Amato, Pat Torpey : chœurs
- John Purdell : claviers, chœurs

## Charts et certifications

### Album
Charts
| Pays             | Durée du classement | Meilleur classement | Date            |
| ---------------- | ------------------- | ------------------- | --------------- |
| Allemagne        | 4 semaines          | 46e                 | 15 juin 1987    |
| Canada           | 28 semaines         | 4e                  | 20 juin 1987    |
| États-Unis       | 46 semaines         | 2e                  | 27 juin 1987    |
| Norvège          | 7 semaines          | 8e                  | 15 juin 1987    |
| Nouvelle-Zélande | 2 semaines          | 43e                 | 19 juillet 1987 |
| Royaume-Uni      | 11 semaines         | 14e                 | 30 mai 1987     |
| Suède            | 4 semaines          | 7e                  | 3 juin 1987     |
| Suisse           | 6 semaines          | 13e                 | 7 juin 1987     |

Certifications
| Pays        | Certification | Ventes      | Date            |
| ----------- | ------------- | ----------- | --------------- |
| Canada      | 2 × Platine   | 200 000 +   | 13 janvier 1989 |
| États-Unis  | 4 × Platine   | 4 000 000 + | 5 juin 1995     |
| Royaume-Uni | Argent        | 60 000 +    | 23 mai 1988     |

### Charts singles
| Single                | Chart                  | Durée du classement | Position | Date             |
| --------------------- | ---------------------- | ------------------- | -------- | ---------------- |
| "Girls, Girls, Girls" | Hot 100                | 15 semaines         | 12e      | 25 juillet 1987  |
| "Girls, Girls, Girls" | Mainstream Rock Tracks | 9 semaines          | 20e      | 27 juin 1987     |
| "Girls, Girls, Girls" | RPM Top Singles        | 13 semaines         | 20e      | 18 juillet 1987  |
| "Girls, Girls, Girls" | UK Singles Chart       | 6 semaines          | 26e      | 15 août 1987     |
| "You're All I Need"   | Hot 100                | 8 semaines          | 83e      | 12 décembre 1987 |
| "You're All I Need"   | UK Singles Chart       | 4 semaines          | 23e      | 23 janvier 1988  |